# Kromme van Viviani
De kromme van Viviani of het venster van Viviani is een ruimtekromme, genoemd naar de Italiaanse wis- en natuurkundige Vincenzo Viviani. Een kromme van Viviani is de doorsnede van een boloppervlak met een cirkelvormige cilinder. Het cirkelvormige grondvlak van de cilinder ligt volledig binnen het boloppervlak, gaat door het middelpunt van het boloppervlak en raakt het boloppervlak aan de binnenzijde.

## Vergelijkingen
De cartesische vergelijking ontstaat als de doorsnede van een boloppervlak met middelpunt {\displaystyle (0,0,0)} en straal {\displaystyle 2a}, en een cilinder met middelpunt {\displaystyle (a,0,0)}, straal {\displaystyle a} en loodrecht op het xy-vlak:
{\displaystyle x^{2}+y^{2}+z^{2}=4a^{2}}
{\displaystyle (x-a)^{2}+y^{2}=a^{2}}
De figuur is symmetrisch tegenover het xz-vlak, het xy-vlak en bijgevolg ook de x-as.
Om praktische redenen is het beter deze ruimtekromme in parametervorm om te zetten. Doorgaans wordt dit gedaan in de vorm:
{\displaystyle x(t)=a(1+\cos(t))}
{\displaystyle y(t)=a\sin(t)}
{\displaystyle z(t)=\pm 2a\sin(t/2)}
met {\displaystyle t\in [0,2\pi ]}
Hierbij dient {\displaystyle t} te variëren van 0 tot {\displaystyle 2\pi }, en dient men in de uitdrukking voor {\displaystyle z(t)} zowel het plus- als het minteken eens te gebruiken om de volledige kromme van Viviani te doorlopen.
Echter, door de substitutie:
{\displaystyle t=2u}
krijgt men een parametervorm met een variabele {\displaystyle u} die in elk van de drie uitdrukkingen gelijk is. Dit vereenvoudigt de berekening van verdere eigenschappen:
{\displaystyle x(u)=2a\cos ^{2}(u)}
{\displaystyle y(u)=2a\sin(u)\cos(u)}
{\displaystyle z(u)=\pm 2a\sin(u)}
met {\displaystyle u\in [0,\pi ]}

## Verdere eigenschappen
- De booglengte {\displaystyle s} van de kromme van Viviani (beide lussen samen) wordt gegeven door een volledige elliptische integraal van de tweede soort, en is gelijk aan:

{\displaystyle s=4{\sqrt {8}}\,a\int _{0}^{\pi /2}{\sqrt {1-{\tfrac {1}{2}}\sin ^{2}(u)}}\,\mathrm {d} u=(15.28079115\ldots )\,a}
- De kromming in functie van de parameter u is gelijk aan:

{\displaystyle \kappa ={\frac {1}{2a}}\,{\frac {\sqrt {5+3\cos ^{2}(u)}}{(1+\cos ^{2}(u))^{3/2}}}}
- De torsie in functie van  de parameter u is gelijk aan:

{\displaystyle \tau ={\frac {3\cos(u)}{a\,(5+3\cos ^{2}(u))}}}
- Bij orthogonale projectie gaat de kromme van Viviani - afhankelijk van de richting van projectie - over in een cirkel, een deel van een parabool of een lemniscaat van Gerono.
- Bij stereografische projectie gaat de kromme van Viviani - afhankelijk van het centrum van de projectie - over in een orthogonale hyperbool, de lemniscaat van Bernoulli of een strofoïde.
- Bij een gnomische projectie vanuit het centrum O gaat de kromme van Viviani over in een Kappa-kromme.